# Boseho–Einsteinův kondenzát

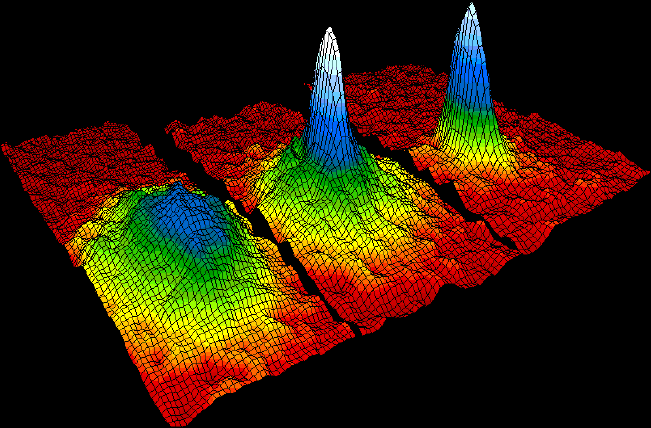
Boseho-Einsteinův kondenzát

Boseho-Einsteinův kondenzát je látka tvořená bosony při teplotě blížící se absolutní nule (0 kelvinů neboli −273,15 °C). Za takovýchto podmínek má velká část atomů minimální kvantovou energii. Kvantový efekt je pozorovatelný na makromolekulární úrovni.
Tento stav látky byl, po zavedení kvantové mechaniky, předpokládán Albertem Einsteinem. Indický fyzik Šatendranáth Bose tento nízkoenergetický materiál objevil v roce 1925 a o 70 let později jej vyrobili Eric Cornell a Carl Wieman v laboratořích Coloradské university. Plynné rubidium bylo zchlazeno na 170 nanokelvinů (nK). Cornell, Wieman a Wolfgang Ketterle z Massachusettského technologického institutu (MIT) byli v roce 2001 za tento výkon oceněni Nobelovou cenou za fyziku.
Příkladem Boseho-Einsteinovy kondenzace je extrémně zchlazený oblak atomů s celočíselným spinem, kdy všechny atomy přejdou do stejného kvantového stavu a vykazují makroskopicky pozorovatelné kvantové chování.
Obrázek zobrazuje hustotu kondenzátu v ploše (od červené, přes žlutou a zelenou až po modrou a nejhustší bílou) pro tři různé teploty (vlevo 400 nK, uprostřed 200 nK a vpravo 50 nK).